# Gallirallus okinawae
Gallirallus okinawae é uma espécie de ave da família Rallidae.
É endémica do Japão.
Os seus habitats naturais são: florestas subtropicais ou tropicais húmidas de baixa altitude, lagos de água doce, marismas de água doce e terras aráveis.
Está ameaçada por perda de habitat.